# Javier Ceci
Javier Ceci (Gálvez, Santa Fe, 12 de mayo de 1979) es un exjugador profesional de baloncesto argentino que se desempeñaba en la posición de escolta. Actualmente es coordinador del área de baloncesto del Ceci BBC de Gálvez.

## Trayectoria
Ceci se formó como baloncestista en la cantera del Ceci BBC. Allí coincidió con Andrés Nocioni, quien jugaría años más tarde en la NBA.
En 1996 fue reclutado por Santa Paula de Gálvez para que participara del Torneo Nacional de Ascenso, la segunda división del baloncesto profesional argentino. En su primera temporada con el club llegó a jugar en 6 partidos, pero el equipo terminó perdiendo la categoría. 
Ceci pasaría a jugar en la Liga B primero con Santa Paula de Gálvez, pero luego con otros equipos santafesinos como Unión de Sunchales y Atlético Rafaela. En 2002 fue fichado por el club entrerriano Sionista, con el cual lograría el ascenso al TNA.
Tras demostrar en la temporada 2003-04 que tenía nivel para consolidarse en la categoría, firmó con Alma Juniors. Luego de un año allí, pasó a Olimpia de Venado Tuerto, equipo que había hecho una fuerte apuesta para volver a la Liga Nacional de Básquet. Pese a que Ceci se destacó por dos temporadas (siendo escogido como parte de los equipos ideales de la liga), su club no pudo cumplir con su objetivo de conseguir el ascenso.
En junio de 2007 el escolta fue convocado para integrar la selección de Santa Fe en reemplazo de Marcos Saglietti. Con esa escuadra disputaría la LXXIII edición del Campeonato Argentino de Básquet, consagrándose campeón junto a jugadores como Alejandro Alloatti, Alejandro Reinick, Juan Manuel Rivero, Hernando Salles y Federico Van Lacke.
La carrera de Ceci continuó en el nordeste argentino, actuando en los equipos de La Unión de Formosa (2007-08) y Oberá Tenis Club (2008-09). 
En 2009 llegó a Junín, fichado por Argentino. Rápidamente se adaptó al equipo e hizo un importante aporte para conquistar el título del TNA. En la temporada siguiente, sin embargo, Ceci no acompañó a su club a su excusión por la Liga Nacional de Básquet, sino que permaneció en la ciudad y en la categoría como jugador de Ciclista Juninense. Con su nuevo equipo estuvo muy cerca de lograr el ascenso, pero fueron eliminados en las semifinales de los playoffs. 
Con el retorno de Argentino al TNA, el escolta hizo su tercera y última experiencia en Junín. Esa temporada terminaría con un nuevo ascenso de su club a la LNB. 
Ceci jugaría los siguientes años en torneos menos competitivos como el Campeonato Argentino de Clubes con Sportivo Rivadavia de San Genaro, el Torneo Federal de Básquetbol con Firmat Football Club y el Torneo del Oeste Santafesino con Ceci BBC.
En 2013 creó la Escuela de Básquet Chapulines en el Ceci BBC, la cual estuvo apadrinada por Nocioni. Posteriormente se convertiría en coordinador del área de baloncesto del club y se desempeñaría como entrenador del equipo superior de la institución.

## Palmarés
| Título                     | Club               | País      | Año         |
| -------------------------- | ------------------ | --------- | ----------- |
| Torneo Nacional de Ascenso | Argentino de Junín | Argentina | 2009 - 2010 |